# 007/消されたライセンス

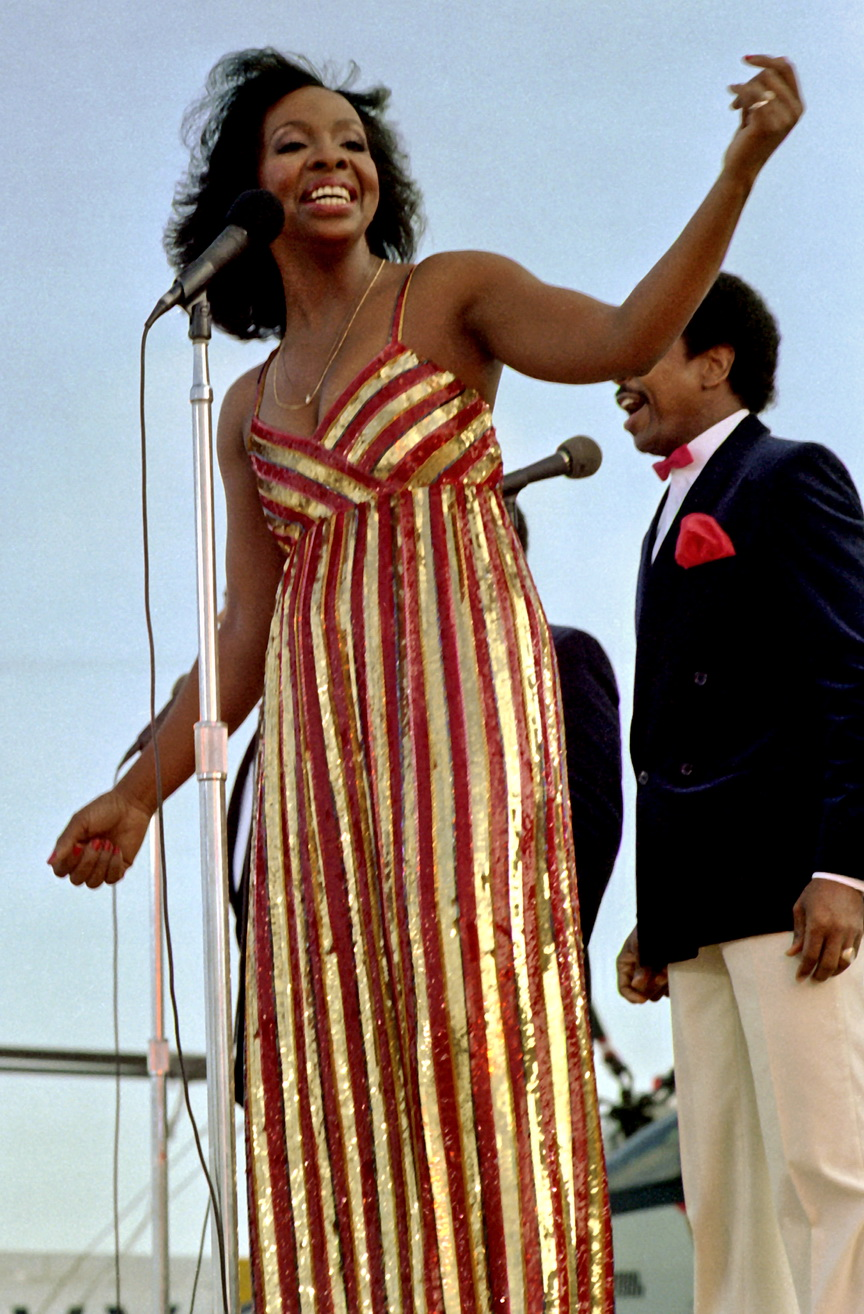
グラディス・ナイト（1981年撮影）

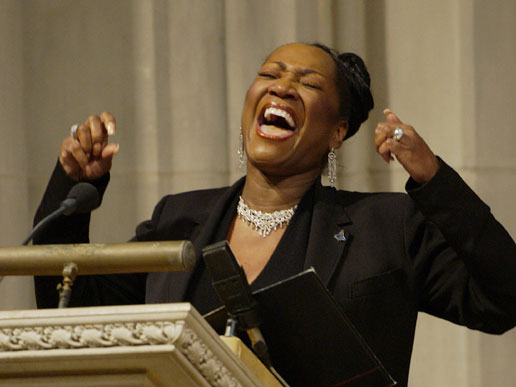
パティ・ラベル（2003年撮影）

『007／消されたライセンス』（ダブルオーセブン けされたライセンス、原題: Licence to Kill）は、ジョン・グレン監督の1989年のスパイアクション映画。映画「ジェームズ・ボンド」シリーズ第16作。ティモシー・ダルトンがジェームズ・ボンドを演じた2作目にして最後の作品である。暴力的な場面が多く、アメリカではシリーズ初めてPG-13指定を受けた。オリジナルストーリーであるが、イアン・フレミングの短編集『007号の冒険』のうちの一編「珍魚ヒルデブラント」から登場人物（クレスト）を用いている。
シリーズの分岐点となる作品である。本作を最後に、ボンド、M、マニーペニーを演じた俳優は全て交代する。5作連続で監督をつとめたジョン・グレンもシリーズから離れた。第1作からの脚本を手がけてきたリチャード・メイボーム、メイン・タイトルをデザインしてきたモーリス・ビンダーがともに他界したためガンバレル・シークエンスも次回作からショーン・コネリー時代から受け継がれたビジュアルが大幅に変更された。また、冷戦構造を背景としたストーリーも本作が最後の作品となった。これに伴い、次作からはボンドの所属組織本部もユニバーサル貿易から実際のMI6本部になる。

## ストーリー
ボンド（ティモシー・ダルトン）は親友であるCIAのフェリックス・ライター（デヴィッド・ヘディソン）の結婚式に参列するため、ライターと彼の友人でボートのチャーター業を営むシャーキー（フランク・マクレー）とともに会場へ向かっていた。その途上、「サンチェスが小型機で現れた」とDEA（Drug Enforcement Administration＝麻薬取締局）から連絡を受け、ボンドとライターはシャーキーだけを会場へ向かわせ、沿岸警備隊のヘリに乗り換えて現場へ向かう。サンチェス（ロバート・デヴィ）はDEAが長年追っている麻薬王だったが、自身の人脈で固めて大統領（ペドロ・アルメンダリス・Jr）さえ意のままにする南米某国の地元を離れてアメリカ領内に姿を見せたということは、二度とない捕獲のチャンスだった。
サンチェスが現れた理由は、妻のルぺ（タリサ・ソト）が愛人と会っている現場を急襲し、彼女を連れ帰ることであった。愛人は殺され、サンチェスはルぺを鞭打つ。飛行場に着いたボンドたちはサンチェスたちと銃撃戦になり、サンチェスは部下やルぺを残してセスナ機に乗って離陸する。彼をヘリで追ったボンドはセスナ機をワイヤーで釣り上げて捕らえ、サンチェスとともにスカイダイビングで花嫁デラ（プリシラ・バーンズ）が待つ教会に降り立った。皆から祝福を受ける中、ライターとデラは結婚祝いのライターをボンドに手渡す。
しかし、サンチェスは買収したDEA捜査官キリファー（エヴェレット・マッギル）の手助けで護送車から逃亡し、手下であるクレスト（アンソニー・ザーブ）が営む海洋生物研究所に身を隠す。クレストはサンチェスのコカインをアメリカ国内に流し、売上金をサンチェスに渡す役割を担っていた。サンチェスは新婚初夜のライター夫妻を襲いデラを殺したうえ、ライターを拉致して、研究所で飼われているサメに片足を食いちぎらせてしまった。
帰国しようとしていたボンドは、空港でサンチェスの逃亡を知りライター宅に急ぐも、そこで無残なライター夫妻の姿を発見する。ライターは一命を取り止めたが、復讐を誓ったボンドは、シャーキーとともに調査を始めてクレストの研究所に目星をつけ、忍び込むと隠されたコカインを発見する。そして200万ドルの報酬を持って逃亡しようとしていたキリファーからサンチェスの取引情報を聞き出した後に、サメの餌にして落とし前をつける。しかし、ボンドの任務を逸脱した行為に対してM（ロバート・ブラウン）が自ら訪米、当初予定されていた任務を遂行するよう指示する。ボンドは復讐心と忠誠心との間で苦悩するものの、その場で辞意を示し逃走。Mは内心でボンドの無事を祈る。
ボンドはクレストの船に潜入し、そこで再会したルぺに何故サンチェスに従うのかを詰問するが、彼女も彼に盲従しているわけではないと明かす。そんな中、シャーキーが発見されて殺される。クレストは飛来した水上飛行機に売上金を運び、卸された新たなコカインを引き取ろうとするが、ボンドは水中でコカインを破棄してしまう。クレストたちに追われたボンドは水上飛行機を奪い、乗っていたサンチェスの部下たちを突き落とすと、500万ドルとともに逃げ去る。さらにライターが残した協力者リストからDEA情報員パメラ（キャリー・ローウェル）の存在を知り、彼女を訪れて危機が迫っていることを伝える。そこへサンチェスの部下であるダリオ（ベニチオ・デル・トロ）たちがパメラを抹殺するために現れ、乱闘の末にボンドとパメラは脱出に成功する。陸軍のパイロット上がりで修羅場での経験が豊富なパメラに、ボンドはサンチェスの母国へ向かう手助けを求める。
サンチェスの母国に到着したボンドは、奪った大金をサンチェスが経営する大銀行に預ける。さらにサンチェスのカジノに行って高額なゲームを行い、そこへディーラーとして現れたルぺに頼んでサンチェスに面会すると、求職中の工作員であると自らを売り込む。ボンドとパメラがいったんホテルへ戻ると、本部のマネーペニー（キャロライン・ブリス）が秘密裏に手配したQ（デスモンド・リュウェリン）が休暇を装って合流しており、ボンドに各種の秘密兵器を託す。
ボンドはカジノの向かいにある建物からサンチェスを狙うが、別の窓にパメラが現れ、サンチェスの側近と言葉を交わす姿に驚愕する。ボンドはカジノの防弾窓を爆破するも狙撃に失敗し、そこへ乱入した男たちに捕らえられる。彼らの正体は香港の麻薬取締官で、サンチェスが新規取引を交渉している中国の麻薬業者たちに交じっていたところ、ボンドが数年がかりの潜入捜査を妨害した形となったのだった。ボンドは彼らに同行していたMI6エージェントに睡眠薬を投与されるが、その直後にサンチェスの息がかかった軍部隊からの攻撃を受け、ボンドだけが生き残る。
ボンドが目覚めると、そこはサンチェスの邸宅であった。サンチェスから信用され始めたボンドは、昨日の襲撃犯の正体は不明だが、今日やってくる身内の者から報酬を受け取るようだ、と彼に告げて、疑いの目をクレストに向けさせる。ボンドはルぺの協力で邸宅を抜け出すと、ホテルで待機していたパメラを詰問する。しかし、彼女はサンチェスの側近を抱きこんで司法取引に持ち込もうとしていたところ、ボンドが襲撃を仕掛けたことで台無しになったのだった。
復讐心に燃えるあまり独断専行に走り、何もかもぶち壊しにした責任を感じるボンドだが、サンチェス追求の手を緩めず、預けた現金を銀行から引き出した。そして入港したクレストの船へパメラとともに潜入すると、現金を船内の圧力チャンバーに戻す。出迎えに来たサンチェスに対し、クレストは売上金を奪われたいきさつを釈明する。ところが現金が見付かったことでサンチェスはクレストが横領ばかりか暗殺までも企んだと激昂し、彼を圧力チャンバーに閉じ込め、急減圧させて殺害する。サンチェスは邸宅に戻ると、先に戻って寝たふりをしていたボンドを起こし、秘密のコカイン工場へ同行させると告げる。一方でルぺは密かにパメラとQのもとを訪れ、サンチェスがボンドについて調べを進めていると警告する。
コカイン工場は人里離れた荒野に建つ新興宗教本部の施設内に設けられていた。代表を務める伝道師ブッチャー博士（ウェイン・ニュートン）はテレビ放送で寄付を募っていたが、実は放送で読み上げられる目標金額と寄付金額は符丁で、アメリカとのコカイン取引に用いられていた。そしてサンチェスの新たな拡販計画は、ガソリンにコカインを混ぜてタンクローリーごとアジアへ密輸しようとするものだった。ボンドは中国の麻薬業者たちとともに施設を見て回るが、ダリオがボンドの正体に気づき、研究室で拳銃を突きつける。とっさにボンドは、コカインを分離した後でサンチェスが戯れに火を点けたガソリンサンプルを室内に投げ付け、コカイン工場は火の海と化した。捕らえられ手足を縛られたボンドは固形コカインを砕く破砕機に落とされそうになるが、そこへ新興宗教の支援者を装って侵入したパメラが駆け付け、ダリオを破砕機に引き落としたボンドは生還を果たす。
炎上したコカイン工場を後にしたボンドたちは脱出した三台のタンクローリーを追い、一台また一台とコカイン入りガソリンごと炎上させる。そして荒野のカーチェイスの結末は、ボンドとサンチェスとの一騎討ちとなった。横転し擱座した最後のタンクローリーから漏れ出すガソリンを浴びてなおボンドにとどめを刺そうとするサンチェスに対し、血と砂塵にまみれたボンドは「理由を教えようか？」と結婚祝いのライターを見せる。気化したガソリンが立ち込める中でそのライターが発火したとき、サンチェスは復讐の業火に包まれて断末魔を上げながらタンクローリーと共に爆死。ボンドは何とかその場から逃れ、パメラが運転する最後に残ったトレーラーに乗って去っていった。
傷が癒えたライターが退院を控えたある夜、ボンドたちの姿は大統領を交えたパーティー会場にあった。サンチェスの宝飾品やイグアナなどをしたたかに引き継いだルぺはボンドにとどまるよう願うが、ボンドは「君は大統領とお似合いだ」と告げ、パメラのもとへ向かうのだった。

## キャスト

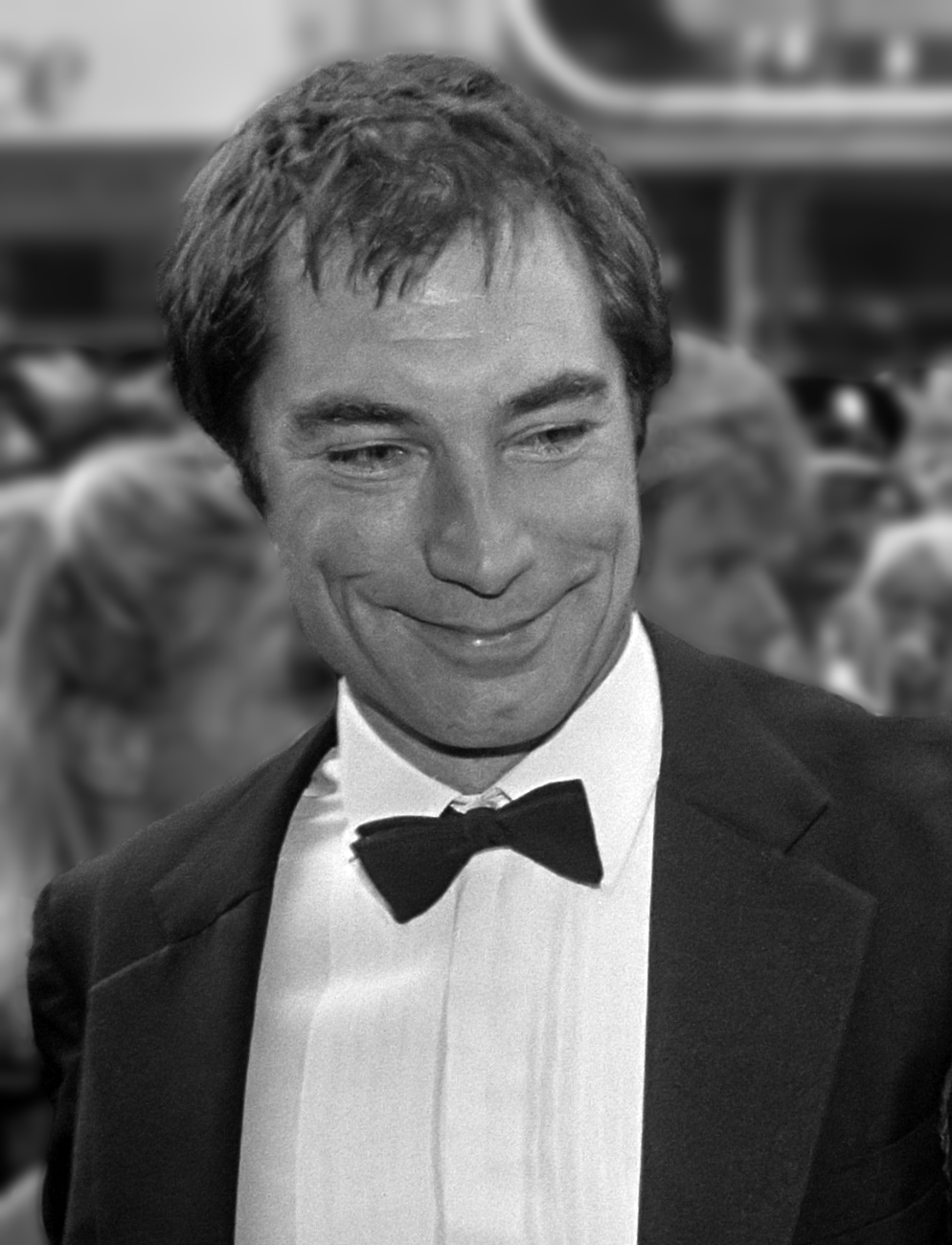
主人公のティモシー

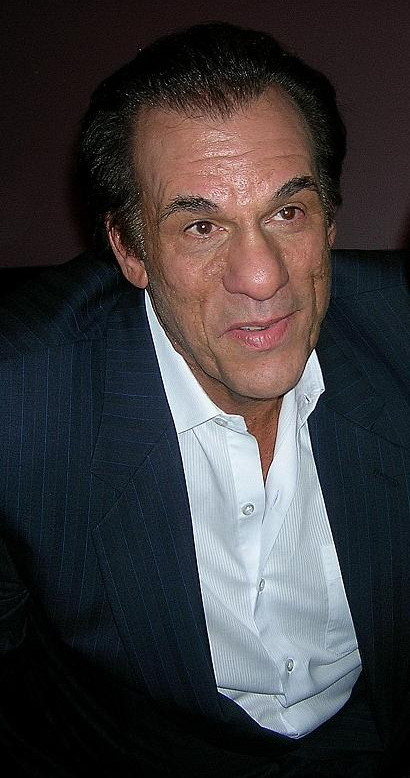
ロバート・デヴィ（2007年撮影）

- ジェームズ・ボンド - ティモシー・ダルトン
- パメラ・ブービエ - キャリー・ローウェル
- フランツ・サンチェス - ロバート・デヴィ
- ミルトン・クレスト - アンソニー・ザーブ
- ルペ・ラモーラ - タリサ・ソト
- シャーキー - フランク・マクレー
- エド・キリファー - エヴェレット・マッギル
- ジョー・ブッチャー博士 - ウェイン・ニュートン
- トゥルーマン＝ロッジ - アンソニー・スターク
- ヘラー - ドン・ストラウド（英語版）
- ダリオ - ベニチオ・デル・トロ
- クワン - ケリー・ヒロユキ・タガワ
- ロティ - ダイアナ・リーシュ
- フェリックス・ライター - デヴィッド・ヘディソン
- デラ・チャーチル - プリシラ・バーンズ
- ホーキンス - グランド・L・ブッシュ
- ヘクター・ロペス大統領 - ペドロ・アルメンダリス・Jr
- M - ロバート・ブラウン（英語版）
- Q - デスモンド・リュウェリン
- マネーペニー - キャロライン・ブリス

## スタッフ
- 監督 - ジョン・グレン
- 製作 - マイケル・G・ウィルソン、アルバート・R・ブロッコリ
- アソシエイト・プロデューサー - バーバラ・ブロッコリ
- 脚本 - マイケル・G・ウィルソン、リチャード・メイボーム
- 撮影 - アレック・マイルズ
- プロダクションデザイン - ピーター・ラモント
- 美術監督 - マイケル・ラモント
- 音楽 - マイケル・ケイメン
- 主題歌 「消されたライセンス」  - グラディス・ナイト
  - 作詞・作曲 - ナラダ・マイケル・ウォルデン、ジェフリー・コーエン、ウォルター・アファナーシェフ、ジョン・バリー、アンソニー・ニューリー、レスリー・ブリカッシィ[3]
- エンディング・テーマ 「イフ・ユー・アスクト・ミー・トゥ」  - パティ・ラベル
  - 作詞・作曲 - ダイアン・ウォレン
- 挿入歌 "Wedding Party"  - アイボリー
  - 作詞・作曲 - ジミー・ダンカン、フィリップ・ブレナン
- 挿入歌 "Dirty Love"  - ティム・フィーハン
  - 作詞・作曲 - スティーブ・デュビン、ジェフ・ペセット
- メインタイトル・デザイン - モーリス・ビンダー
- 日本語字幕 - 戸田奈津子[4]

## タイトル
- 本作のタイトル Licence to Kill とは「殺人許可証」という意味である。「ライセンス」の綴りがイギリス英語とアメリカ英語で異なるため、公開時の映画のタイトルはアメリカやカナダで License to Kill、イギリスやオーストラリアでは Licence to Kill となった。その後、DVD版がリリースされた際に、原作通りの Licence To Kill に統一されている。
- 当初のタイトルはLicence Revoked（剥奪されたライセンス）が予定されていたが、現行のタイトルに変更された。日本公開時のタイトル「消されたライセンス」は初期のタイトルが発表された際の仮タイトルが、そのまま使用された。原題が変更された理由としては、アメリカで license revoked というと通常「運転免許取り消し」を意味すること、ジョン・ガードナーによる小説の第1作が"License Renewed"（更新されたライセンス、邦題『メルトダウン作戦』）で紛らわしいことがあった。試写後の段階で"Licence to Kill"に変更されている。
- 日本初公開時のタイトルは「007」の冠を外した『消されたライセンス』であり、以降『ダイ・アナザー・デイ』まで続く。この時期は旧作のタイトルからも「007」の冠が外された（『007は二度死ぬ』と『女王陛下の007』は除く）。ダニエル・クレイグ主演の『007/カジノ・ロワイヤル』で復活し、過去のタイトルも元に戻された。

## キャラクター、キャストなど
- 原作では、フェリックス・ライターは第2作『死ぬのは奴らだ』でサメの生贄となり片手片足を失うが、映画でこのエピソードは避けられてきた。本作で初めて採用されたが、次回作ではキャストと設定がリセットされたため、原作のような義手義足の姿は描かれなかった。
- 元々本作の悪役は「東南アジアの麻薬王」という設定だったが、天安門事件の影響で撮影が困難になったため舞台が中南米に変更された。作品とあまり関係のない忍者や香港の麻薬取締官が登場するのはその名残による。
- ベニチオ・デル・トロは本作が映画デビュー作。2000年の『トラフィック』でアカデミー助演男優賞を受賞した。過去、オスカー受賞者をキャスティングしたこと（クリストファー・ウォーケン、ハル・ベリーら）はあるが、007シリーズ出演以降、アカデミー賞を受賞したのはベニチオ・デル・トロ、ショーン・コネリー、ジュディ・デンチ、ミシェール・ヨーの4人[5]。
- シリーズでは珍しく、ボンドはメインのボンドガールであるパムとの明確なベッドシーンはない（ボンドは彼女とボートで一夜を過ごすが、イスマス・シティのホテルでは同じベッドで寝るのを断られている）が、二番手のルペには甘い誘惑を囁かれ、ベッドをともにしている。また、ルペはボンドへの愛を告白している。そのためか、ルペのほうが人気を得ることとなった。なお、ルペはボンドに振られた後、イスマス・シティのヘクター・ロペス大統領に乗り変えた。
- イスマスのロペス大統領を演じたペドロ・アルメンダリス（Jr.）は、『ロシアより愛をこめて』でボンドに協力するケリム・ベイを演じたペドロ・アルメンダリスの息子。
- 本作において、デスモンド・リュウェリン演ずるQはシリーズ中最も活躍場面が多い。マネーペニーに頼まれ休暇を取ってイスマス・シティまで来たQは、運転手や水先人、掃除人などに扮してボンドを支援する。また、任務完了後もボンドとともにサンチェスの屋敷のパーティーに参加している。
- メキシコのロケ（大統領官邸のシーン）では、ロケ地のメキシコシティでの現地オーディションにより選ばれた焼鳥店の日本人店主など、大統領のビジネスパートナー役の日本人エキストラも数名採用された。
- パメラ・ブービエとルペ・ラモーラはジャクリーン・ケネディ・オナシスをモデルにしている。パメラの場合はブービエ（Bouvier）とイスマスでケネディの姓を使用。ルペは容姿と、金と権力を持つ男（サンチェス）や大統領と交際する。これらは最後のプールの場面で理解できる仕掛けになっている。
- コロンビア人らしいという設定のサンチェスは、当時コロンビアの麻薬王として名を馳せていたパブロ・エスコバルがモデルとされる。エスコバルの信条は「plata o plomo」 （直訳すると「銀か鉛か」、意訳すれば「お金か銃弾か」）であり、サンチェスも終始それに倣っている[6]。

## 主題歌
デュラン・デュラン、A-ha、プリテンダーズと若手の起用が続いたが、この映画では、ベテランR&Bシンガーが二人起用された。主題歌となった同タイトル曲は、グラディス・ナイトが歌い、エンディング曲「イフ・ユー・アスクト・ミー・トゥ」は、パティ・ラベルが歌った。クラディス・ナイトが歌った「消されたライセンス」は、イギリスの『ミュージック・ウィーク』誌では、最高位6位と健闘したが、アメリカの『ビルボード』誌では、R&Bチャートで最高69位だった。
また、パティ・ラベルが歌った「イフ・ユー・アスクト・ミー・トゥ」は、イギリスではチャート入りを果たせなかったが、アメリカの「ビルボード」誌では、最高位79位、「同R&Bチャートでは、最高位10位」と健闘している。なお、この「イフ・ユー・アスクト・ミー・トゥ」は、セリーヌ・ディオンにカバーされて、イギリスの「ミュージック・ウィーク」誌では、最高位57位だったが、アメリカの「ビルボード」誌では、「最高位4位」とヒットした。同サウンドトラック・アルバムは、チャート入りを果たしていない。

## エピソード

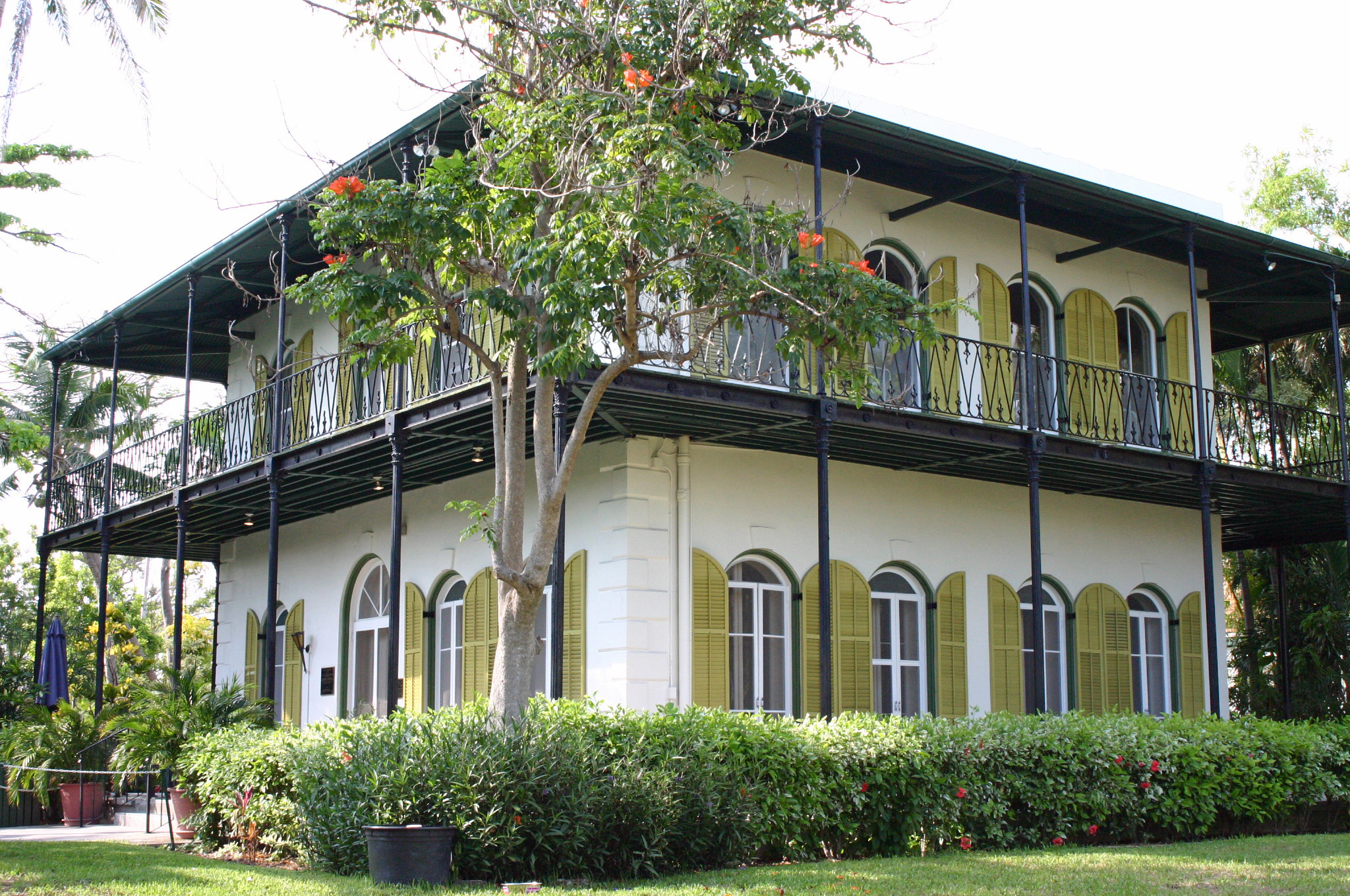
ヘミングウェイ・ハウス

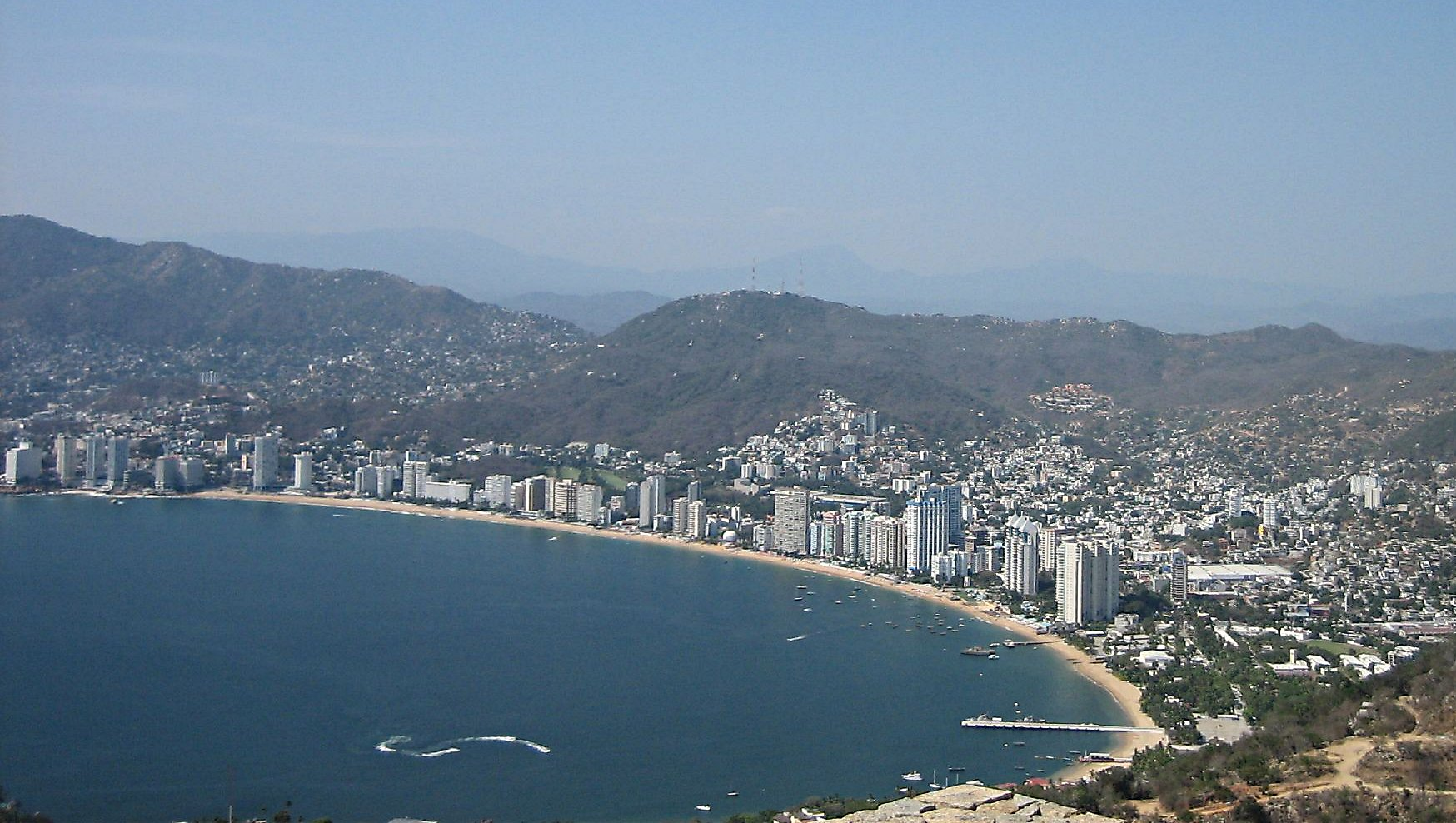
アカプルコ

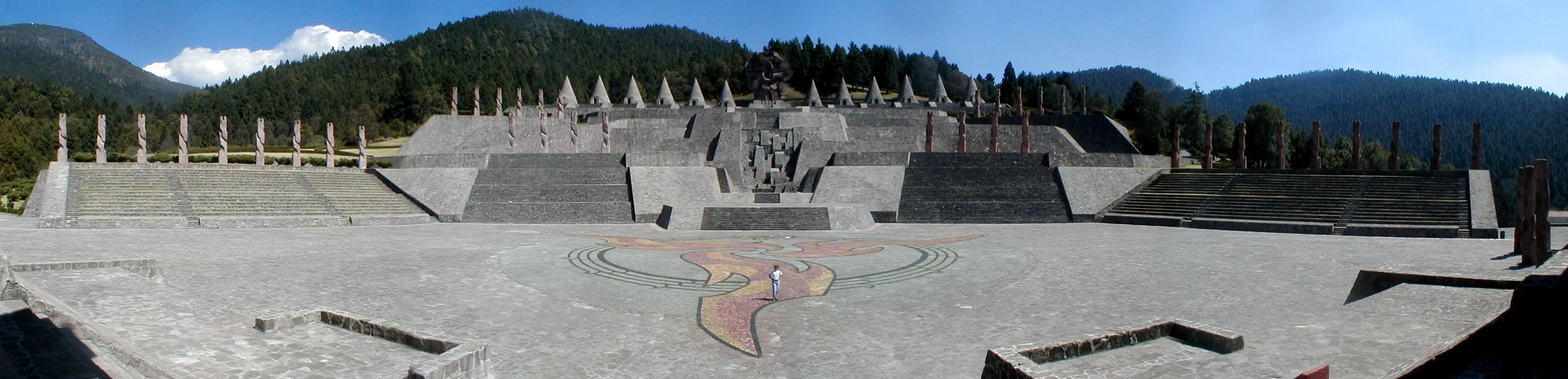
オトミ・セレモニアル・センター

- 日本での先行予告版でのキャッチ・コピーは「たとえライセンスを失おうとも…」である。
- 撮影地：チェルブスコ・スタジオ、キーウェスト、ドゥランゴ、アカプルコ、メキシコシティ。
- オープニングでボンドたちが乗る車が走っているのは、フロリダのオーバーシーズ・ハイウェイのセブンマイル・ブリッジ。後の場面でサンチェスが護送車から脱走を図るのも、この場所である。
- ライターの結婚式が行われたのは、キー・ウェストのセント・メアリー・スター・オブ・ザ・シー・カトリック教会（St.Mary Star of the Sea Catholic Parish）である。
- ボンドがサンチェスが脱走したことを聞き引き返すのは、キーウェスト国際空港のパンアメリカン航空カウンターである。
- シャーキーのボートが係留されている桟橋や、クレストの施設などは、ガリソン・バイト・マリーナ（Garrison Bight Marina）で撮影されている。
- ボンドがDEAのホーキンスと会話する街角は、マロリー・スクエアである。
- ボンドがMと対面し、命令を拒否して殺人許可証を剥奪された場所は、ヘミングウェイ・ハウス。作家アーネスト・ヘミングウェイが住んでいた邸宅で、現在は博物館となっている。ここではヘミングウェイが飼っていた猫の子孫が保護されており、画面にも登場する。ボンドは、Mに銃を渡すように言われ「武器よさらば」と口にする。
- イスマス・シティでボンドたちが宿泊したエル・プレシデンテ・ホテルの外観はメキシコシティのメキシコ中央銀行図書館、内部はグラン・ホテルで撮影された。
- ボンドが金を預けたイスマス銀行の建物は、メキシコシティ中央郵便局が使われた。
- サンチェスの経営するカジノの外観は、メキシコシティ市民劇場（El Teatro de la Ciudad）、カジノの室内はカジノ・エスパニョールで撮影された。
- サンチェスの屋敷は、アカプルコのヴィラ・アラベスク（Villa Arabesuque）で撮影された。
- ジョー・ブッチャーのオリンピアード・メディテーション・インスティテュートは、メヒコ州トルーカにあるオトミ・セレモニアル・センター（Otomi Ceremonial Center）の建物が使用された。もともと地元のインディアンのために建てられた文化センターだが、インディアンたちはこの建物の存在すら知らず、ハコモノ行政の典型のような施設だったという。
- タンクローリーのアクション・シーンは、バハ・カリフォルニア州メヒカリで撮影された。カースタントは『ユア・アイズ・オンリー』でシトロエン・2CVのカースタントを担当したレミー・ジュリアンが再度起用された。
- 英国秘密情報部の所在地は、本作ではホワイトホールの旧陸軍省ビル（Old War House Building）前の映像が使用された。その画面の奥に、前作『リビング・デイライツ』での所在地だったトラファルガー広場が見えている。
- メインタイトルで、本編の映像は一眼レフカメラオリンパスOM-4 Tiのレンズ（ZUIKO AUTO-S 40mm F2）の中に入っていく。
- 前述のライターがサメに襲われるシーンや、クレストが破裂して死ぬシーンなどのため、本作はアメリカMPAAやイギリスBBFCで規定に引っかかり、計4カ所をカットすることになった。このシーン削除でアメリカではPG-13指定、イギリスでは削除しても変わらず15指定を受けた（シリーズ唯一の15指定）。
- シーンを削除されていない「アンカット・PG-13バージョン」は日本でも1990年4月25日にワーナー・ホーム・ビデオから発売されたVHS並びにLDで見ることが出来る（日本公開版や1993年5月21日にワーナー・ホーム・ビデオ（MGM/UA Home Video VIDEOギャラリー）から発売されたVHS（ニューマスター・字幕版）もこのPG-13バージョン）。それ以降、1993年4月25日にワーナー・ホーム・ビデオ（MGM/UA Home Video）から発売された初のワイドスクリーン・予告編付きNEWマスター・字幕版（LD）、1996年12月1日にワーナー・ホーム・ビデオ（MGM/UA Home Video VIDEOギャラリー）から発売されたワイドスクリーン・字幕版（VHS）、2000年8月4日に20世紀フォックス ホーム エンターテインメント ジャパンより発売された「消されたライセンス（特別編）」（DVD）は規定箇所が削除された「カット・バージョン」である。しかし、2006年11月22日に20世紀フォックス ホーム エンターテインメント ジャパンより発売された「消されたライセンス アルティメット・エディション」（DVD）では規定箇所が削除されていない「アンカット・PG-13バージョン」が収録されている。また、2009年にリリースされたBlu-rayも「アルティメット・エディション」と同様の「アンカット・PG-13」バージョンが収録されている。
- 後半でボンドとサンチェス組織が繰り広げるタンクローリーのカースタントだが、この撮影中にスタッフ達は数々のオカルト現象に出会った。爆発炎上するタンクローリーの宣伝用スチル写真に写った「手の形をした炎」（当時テレビや雑誌などで大きく扱われた）だが、撮影現場となった山道では過去に尼僧数人が乗った車が運転を誤って転落死亡事故を起こしていたという場所だった。
- キー・ウェストのバレルヘッド・バーで、パムはライムを添えたバドワイザーを注文し、ボンドも同じものを頼む。
- イスマスのホテルに着いたボンドは、シャンパンのボランジェRDをケースで注文。
- ボンドはカジノでは、シェイクしステアしないミディアム・ドライ・ウォッカ・マティーニを注文。
- 本作のエンディングでは、喫煙が肺癌・心疾患・肺気腫を引き起すこと、妊娠に悪影響を与えるであろうことがクレジットされた。本作以後、『ダイ・アナザー・デイ』までボンドが煙草を吸うシーンは登場しなくなる。
- 前作に続き、本作でもエンディングにオープニングと異なるテーマ曲が歌われた。今回のエンディング・テーマは、パティ・ラベルの『イフ・ユー・アスクト・ミー・トゥ』で、このときはさほど注目されず、ビルボードのシングルチャートは79位にとどまった。ところが、1992年に発売されたセリーヌ・ディオンによるこの曲のカバーは、ビルボードのシングルチャートで4位に入るなど、大ヒットとなった。
- 本作の主題歌用として、ビリー・オーシャンも楽曲を制作していたものの、こちらは採用されなかった。ビリーはこの楽曲を“License To Chill”と改題し、自らのアルバム“Greatest Hits”に収録している。
- 悪役のロバート・デヴィとベニチオ・デル・トロは撮影期間中、共に連れ立って行動するほどの親友同士（師弟関係）となり、レストランへ食事に行く時には役作りも兼ねて映画同様〈その種の人達〉のごとく振る舞い、店の従業員が怖がっていたという。
- ロバートはメソッド演技だったため、役柄をオフセットしたままだった。その為、サンチェスを演じるために、コロンビアの麻薬カルテルとコロンビア訛りの出し方を研究し、他にもカジノロワイヤルを読みル・シッフルの描写に基づいて、サンチェスをボンドの虚像のようなキャラにすることに決めた。
- ロバートは沈没する装甲車から救出されるシーンを撮るためにスキューバダイビングも学んだ。

- 2009年6月19日にハイビジョン&DTS HDマスター・オーディオで収録されたBlu-ray Discがリリース。レンタル版もあり。

## 日本語吹替
| 役名                           | 俳優                       | 旧ソフト版 | TBS版            | テレビ朝日版     | 新ソフト版 | JAL機内上映版 | ANA機内上映版 |
| ------------------------------ | -------------------------- | ---------- | ---------------- | ---------------- | ---------- | ------------- | ------------- |
| ジェームズ・ボンド             | ティモシー・ダルトン       | 田中秀幸   | 小川真司         | 山寺宏一         | 大塚芳忠   | 谷口節        | 堀勝之祐      |
| パメラ・ブービエ               | キャリー・ローウェル       | 勝生真沙子 | 勝生真沙子       | 田中敦子         | 松谷彼哉   | 勝生真沙子    | 土井美加      |
| フランツ・サンチェス           | ロバート・デヴィ           | 若本規夫   | 麦人             | 麦人             | 青山穣     | 玄田哲章      | 麦人          |
| M                              | ロバート・ブラウン         | 宮内幸平   | 石森達幸         | 大木民夫         | 中博史     | 石森達幸      | 峰恵研        |
| Q                              | デスモンド・リュウェリン   | 槐柳二     | 北村弘一         | 田口昂           | 白熊寛嗣   | 北村弘一      | 伊井篤史      |
| フェリックス・ライター         | デヴィッド・ヘディソン     | 大滝進矢   | 納谷六朗         | 仲野裕           | 仲野裕     | 西村知道      | 江角英明      |
| ルペ                           | タリサ・ソト               | 伊倉一恵   | 渡辺美佐         | 金野恵子         | 斉藤梨絵   | 高島雅羅      | 幸田直子      |
| ミルトン・クレスト             | アンソニー・ザーブ         | 沢木郁也   | 青野武           | 有本欽隆         | 佐々木梅治 | 池田勝        | 仁内建之      |
| ロッジ                         | アンソニー・スターク       | 松本保典   | 堀内賢雄         | 平田広明         | 真殿光昭   | 二又一成      | 牛山茂        |
| ダリオ                         | ベニチオ・デル・トロ       | 鈴置洋孝   | 古田信幸         | 成田剣           | 星野貴紀   | 大塚芳忠      | 小室正幸      |
| エド・キリファー               | エヴェレット・マッギル     | 戸谷公次   | 谷口節           | 水野龍司         | 斉藤次郎   | 大塚明夫      | 秋元羊介      |
| ジョー・ブッチャー博士         | ウェイン・ニュートン       | 飯塚昭三   | 西村知道         | 石塚運昇         | 駒谷昌男   | 西村知道      | 秋元羊介      |
| ヘラー                         | ドン・ストラウド           | 戸谷公次   | 辻親八           | 中田和宏         | 風間秀郎   | 大山高男      | 大友龍三郎    |
| シャーキー                     | フランク・マクレー         | 広瀬正志   | 島香裕           | 宝亀克寿         | 宝亀克寿   | 島香裕        | 西尾徳        |
| マネーペニー                   | キャロライン・ブリス       | 滝沢久美子 | 横尾まり         | 出演シーンカット | 吉田陽子   | 弘中くみ子    | さとうあい    |
| デラ・チャーチル・フェリックス | プリシラ・バーンズ         | 鷹森淑乃   | くればやしたくみ | 幸田夏穂         | 榎本智恵子 | 弘中くみ子    | さとうあい    |
| ホーキンス                     | グランド・L・ブッシュ      | 広瀬正志   | 立木文彦         | 田中和実         | 竹田雅則   | 星野充昭      | 石塚運昇      |
| モンテロンゴ                   | クラウディオ・ブルック     | 広瀬正志   | 中博史           | 出演シーンカット | 仲野裕     | 石森達幸      | 江角英明      |
| ラスムセン                     | エンリケ・ノヴィ           |            | 秋元羊介         | 石井隆夫         | 風間秀郎   | 小島敏彦      | 津田英三      |
| クワン                         | ケイリー＝ヒロユキ・タガワ | 大滝進矢   | 納谷六朗         | 土方優人         |            | 小島敏彦      | 沢木郁也      |
| ペレス                         | アレハンドロ・ブラコ       | 古田信幸   | 立木文彦         | 伊藤栄次         | 近藤広務   | 古田信幸      | 藤城裕士      |
| ピットボス                     | ジョルジュ・ラセック       | 宮内幸平   | 島香裕           | 手塚秀彰         | 宝亀克寿   | 島香裕        | 西尾徳        |
| 空港窓口の女性                 | テレサ・ブレイク           | 伊倉一恵   | 佐藤ユリ         | 出演シーンカット | 中尾真紀子 | 花咲きよみ    | 佐々木みち代  |
| 倉庫の警備員                   | ジェフ・モルドヴァン       | 長島雄一   | 松本大           | 諸角憲一         | 駒谷昌男   | 中博史        | 牛山茂        |
| 船長                           | ロジャー・コンディ         | 大滝進矢   | 納谷六朗         | 水野龍司         | 仲野裕     | 小島敏彦      | 塚田正昭      |
| ロティ                         | ダイアナ・リー             | 鷹森淑乃   | 佐藤ユリ         | 幸田夏穂         |            | 花咲きよみ    | さとうあい    |
| 無線通信士                     | マーク・ケルティ           | 古田信幸   | 中博史           | 出演シーンカット |            | 小形満        | 津田英三      |
| ブラウン                       | ガイ・デ・セイント・シール |            |                  |                  |            | 菅原淳一      |               |

※ キングレコードから発売の特別版DVDには旧ソフト版/TBS版/テレビ朝日版の3バージョンの吹替を収録。
- 旧ソフト版 - 初出、ワーナー・ホーム・ビデオから1990年4月25日発売 VHS

演出：大西桂太、翻訳：秋元良介、調整：田中英行、録音：アバコ・クリエイティブ・スタジオ、製作：ジャパン・オリジナル・テクニック
- TBS版 - 初回放送、1996年1月6日12:00-14:25 『新春特別ロードショー』（本編約122分）[13][14]

演出：伊達康将、翻訳：岩佐幸子、調整：高久孝雄、製作：東北新社/TBS
- テレビ朝日版 - 初回放送、1999年10月17日21:00-22:54 『日曜洋画劇場』（本編約97分）

演出：福永莞爾、翻訳：平田勝茂、効果：リレーション、調整：山田太平、製作：ムービーテレビジョン
- 新ソフト版 - 初出、2006年11月22日発売 DVD アルティメット・コレクション

演出：伊達康将、翻訳：松崎広幸、調整：高久孝雄、製作：東北新社
※20世紀フォックス ホーム エンターテインメント ジャパンより発売されたDVD・Blu-rayと、2021年9月29日にワーナー・ブラザース ホームエンターテイメントより再発売された廉価版Blu-ray（販売元：NBCユニバーサル・エンターテイメントジャパン）にはこの吹き替えが収録されている。
- JAL機内上映版 - 日本航空にて上映されたもの[16]。スター・チャンネルにて2024年9月22日放送[17]。

演出：伊達康将、翻訳：岩佐幸子、製作：東北新社
- ANA機内上映版 - 全日空にて上映されたもの[16]。スター・チャンネルにて2024年9月25日放送[17]。

演出：河村常平、翻訳：井場洋子、製作：東北新社

## ノベライズ
- ジョン・ガードナー 著、後藤安彦 訳『消されたライセンス』文藝春秋、1989年8月10日。ISBN 9784167275495。
- Gardner, John (1989-5) (英語). Ian Fleming's James Bond in License to Kill. Diamond Books. ISBN 9781557731920

## 秘密兵器など

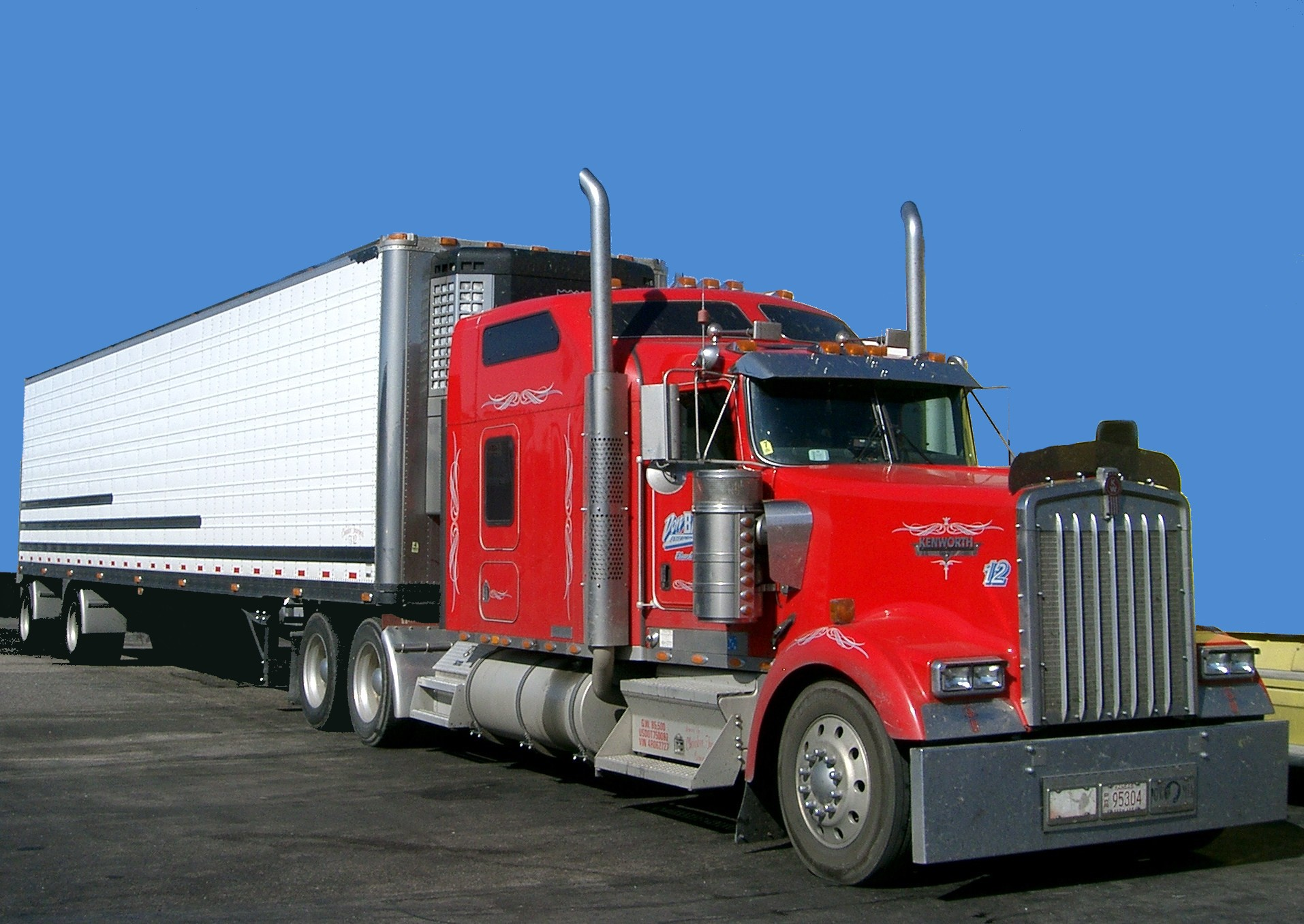
ケンワースW900

- プラスチック爆薬入り練り歯磨き。チューブから押し出して爆破目標物に塗布し、煙草に偽装した遠隔操作式信管で起爆させる。サンチェスのオフィスの窓がアーモライト（FRPの一種）製の防弾仕様だったため、狙撃前にこれを使用して破壊した。
- カメラ型狙撃銃。22口径マグナム弾を使用する。グリップに光学掌紋リーダーを内蔵し、事前に登録した人間しか使用不能。登録は電卓に偽装した操作機を接続して行う。
- ボンドは、タキシードのカマーバンドにロープを収納。これを使ってサンチェスのオフィスの窓外にぶら下がる。
- この他に、Qは次のものを持参。
  - 目覚まし時計型爆弾。使用した者は絶対目覚めない。
  - インスタントカメラ。フラッシュからレーザーを発射。透視撮影も可能。
- クレストの潜水機材は、ジョン・H・ペリー社（John H. Perry Inc.）とサブマーシブル・システム・テクノロジー社[18]（『私を愛したスパイ』の潜水用ロータス・エスプリ製造にも参加）が提供した。